# Antun Katančić
Antun Katančić (Subotica, 1919. – 2004.) je bio poznati gimnastičar iz Subotice, državni reprezentativac.

## Životopis
Rodio se u Subotici. Imao je dvije sestre. Nakon što je završio 1. razred nastave na srpskom, ostavio je obitelj, otišao je u Filopovo i Karavukovo kod Nijemaca gdje se školovao na njemačkom. To je ostavilo traga u njegovom mentalitetu, jer je prema njemačkim uzorima disciplinu i rad. Nakon školovanja kod njemačkih obitelji vratio se u roditeljski dom, a zbog teškim materijalnih prilika otišao je izučiti zanat.
Zanimanje za šport pokazao je još u djetinjstvu. Osobito su ga privlačili nogomet i gimnastika. Oduševljavao se tjelesnom razvijenošću i okretnošću vježbača. Stoga je i poslije škole te poslije poslije prakse trenirao. Ni desetosatna praksa nije ga zaustavila, pa je trenirao u kasnijim večernjim satima.
Zbog dobrog rada i rezultata, napredovao je u Sokolu Kraljevine Jugoslavije te je postao vodnikom odjela. Sudjelovao je na raznin natjecanjima, no u tome je imao problema zbog zavisti članova uprave sokolskog društva koji su bili iz viših društvenih slojeva. Nije mogao biti proglašen najboljim, jer bi to značilo da pobijedi netko iz nižih slojeva, neki radnik. To ga nije zaustavilo, nego je nastavio pokazivati znanje.
Završio je na učitelja opće tjelovježbe. Bio je poznati gimnastičar u doba Kraljevine Jugoslavije. Natjecao se na sokolskim natjecanjima. Sudjelovao je na Sokolskom sletu u Subotici 1936. godine. Bio je na pripremama za Sveslovenski slet u Pragu 1938. godine, ali nije sudjelovao jer na kojem nije sudjelovao jer nije imao dovoljno novaca.
Sudjelovao je na velikom natjecanju dočekao je 1939., na sokolskom sletu u Sofiji. U međuvremenu se polovicom sljedeće godine zaposlio kao učitelj tjelesnog odgoja u osnovnoj školi. Potom je uslijedila vojna obveza. Časnik je uočio njegovu vještinu pri vježbama te ga je zato odredio neka vježba ispred stroja s ostalilm vojnicima. To mu je omogućilo povlasticu vježbati u lokalnoj sokolani te se natjecati. Zadnji se put uoči rata natjecao na međužupskom natjecanju sokola u Beogradu koje se održalo, 16. ožujka 1941. godine.
Poslije rata nastavio je s gimnastikom. Bio je član gimnastičarskog društva Partizan iz Subotice. Natjecao se na svjetskom prvenstvu 1950. godine i zauzeo 43. mjesto.
Natjecao se i u veteranskim kategorijama i u dubokoj starosti. Natjecao se u petoboju 2000. godine na 13. Svesokolskom sletu u Pragu i osvojio zlatno odličje. Godinu poslije sudjelovao je u Beogradu vježbovnom programu prigodom posvećenja sokolskih zastava te 2003. godine u Novom Sadu na gimnastičkim susretima.